# Amir Spahić
Amir Spahić (ur. 13 września 1983 w Sarajewie) – bośniacki piłkarz występujący na pozycji lewego obrońcy.

## Kariera klubowa
Spahić rozpoczął piłkarską karierę w rezerwach Austrii Wiedeń. Zanim trafił do Moskwy, występował między innymi w Arminii Bielefeld i Željezničarze Sarajewo. W barwach rosyjskiego zespołu zagrał 20 spotkań, strzelając 3 bramki. W letnim okienku transferowym 2009 roku trafił do drużyny Śląska Wrocław, gdzie zadebiutował w meczu z Cracovią. W sezonie 2010/2011 wywalczył ze Śląskiem wicemistrzostwo Polski, a rok później został mistrzem kraju. W listopadzie 2013 roku wrocławski klub rozwiązał kontrakt za porozumieniem stron z Amirem, w wyniku czego został on wolnym zawodnikiem.

## Sukcesy
- Ekstraklasa: 2011/2012
- Wicemistrzostwo Polski: 2010/2011